# ام‌وی آرموریک
ام‌وی آرموریک (به انگلیسی: MV Armorique) یک کشتی است که طول آن ۱۶۸ متر (۵۵۱ فوت) می‌باشد. این کشتی در سال ۲۰۰۸ ساخته شد.